# 亞洲電視股權風波
亞洲電視股權風波，是指於2010年初中國大陆商人王征有意入股香港亞洲電視，及原亞視最大股東查懋聲發行相關可換股債券所引發的股權爭議風波。事件主要涉及三名股東 / 投資者，分別是：於2009年初成為亞視第二大股東、台灣旺旺中時媒體集團最大股東的蔡衍明，原亞視最大股東查懋聲，及有意入股亞視之王征。

## 蔡衍明入股
2009年1月29日，蔡衍明買入以下亞視股份：
1. 由荷蘭銀行透過Fireworks International Inc. 持有Alnery的25%A股權益及100%B股權益。
2. 前亞視行政總裁費道宜持有的亞視股份。

交易完成後，蔡衍明會持有亞視四成一股權，成為亞視最大股東，但若只計具投票權的股份則只得兩成三股權，故實際持有三成五股權。這種入股方法，主因是蔡並非香港永久性居民，根據廣播事務管理局規定，蔡屬於「不符合持牌資格人士」，所以不能持有控股權。
蔡衍明也是台灣中天電視的擁有人。蔡衍明入股亞視後，順勢引入不少中天電視受歡迎的節目到香港改編；同時於亞視重組免費數碼電視頻道，取消原有多條資訊頻道，並引入中天亞洲台取而代之。

## 爭議曝光
2009年12月，亞視董事兼董事局主席張永霖宣佈請辭。有報導指，這是因為張在亞視兩大股東爭奪股權一事當中，嘗試調停及維持董事局會議公平進行而不果，成為磨心。 同時，蔡衍明首度開腔揭露股東之間的爭議，指當初投資亞視，是基於查懋聲邀請，及大家之間訂立了未來轉讓股權的合約；但其後查並沒有履行合約，甚至向其他股東發行可換股債券，企圖攤薄他的股權，令他感到沒面子。蔡衍明說，當初，查還表示「不想做了（亞視）」，想他接手。
蔡衍明同時表示，合約條文充滿陷阱。於11月期間，當他要求行使購股權時，對方反提出發行一批總值5億港元的可換股債券，並由亞視董事局大比數通過，分10期發行，每期5000萬港元。當時，代表蔡衍明的董事蔡紹中和黃寶慧認為行使價太低、違反相關股東協議，投下棄權票。截止4月30日為止，已發行的首兩批可換股債券行使價為每股0.28港元，較蔡氏過去三次買的認股債（每股1.37港元）有八成折讓。

蔡衍明又提到，已經發行了多次可換股債券，曾提出自己借款予亞視，並可以使用亞視的廣告時段抵扣利息；查懋聲一度同意，但其後拒絕。蔡又指責，查刻意向亞視其他股東隱瞞有關利息可以使廣告時段抵扣的訊息，使他被其他股東批評。

## 第一次訴訟

### 入稟法院
2010年3月4日，蔡衍明發表聲明，並由其全資擁有的「神旺媒體控股有限公司」入稟香港高等法院，控告查懋聲、查懋德、蔡查3人（蔡衍明、查懋聲、查懋德）共同持有的Antenna Investment Ltd.，以及查懋聲的法律顧問Peter George Brown。蔡衍明指，自己願意通過投資亞視並在董事會表決權上處於少數；但查懋聲利用蔡之投資架構，多次違亞視股東協議。
3月5日，查懋聲於北京會見記者，稱已於星期二與全國政協委員王征簽約，讓王征入股亞視，只要廣管局同意就可以完成交易。他對蔡衍明入稟香港高等法院控告感到痛心，稱此舉為無理取鬧。

### 過程及相關人士於訴訟期間發言
3月8日，蔡衍明召開記者會，以台灣閩南語直指查懋聲「吃人夠夠」（欺人太甚），但表示可和王征合作。同時，星島新聞集團主席何柱國突然於記者會後現身，指責查懋聲於當年商討收購星島時的生意手法，並表明支持蔡衍明。
3月底，王征之堂弟盛品儒成為亞視執行董事。事件引起廣管局關注並去信亞視，要求亞視澄清王征有否透過盛品儒操控亞視。至4月中，亞視回信廣管局，否認有關說法。
4月14日，代表亞視的資深大律師馮華健於訴訟期間披露，亞視面臨財困，欠債達3400萬元，連牌照費也無法支付，加上今年的營運資金約需2.5億港元。如果法院禁制亞視向王征出售股權，亞視不但籌不到注資，更要向已認購股權的股東退還1億港元，這會導致亞視倒閉。此外，部分債權人已發律師信向亞視追欠款，東亞銀行及中信嘉華銀行（今中信銀行（國際））也逐步將向亞視的信貸降低。
4月15日，亞視行政總裁胡競英出面澄清，亞視虧損已收窄，期望兩年內達到收支平衡。 4月24日，胡競英再公開指摘，未正式入股的王征「名不正、言不順」干預亞視業務，架空她的行政總裁職務，任意解僱同事，使內部士氣大受影響；她要求廣管局介入。

### 結果
4月30日，香港高等法院裁定，禁止亞視繼續發行餘下八期之可換股債券，及禁止亞視已發行可換股債券之轉讓，但容許查懋聲賣出其持有Antenna公司（由蔡、查合組，亞視最大單一控股公司，佔亞視股權48%）51%的股份；並同時宣佈，撤銷較早前，一製作公司向亞視提出清盤的申請。換句話說，王征並不能按原來計劃，透過全數購買餘下8期可換股債券以入股亞視。 資深大律師湯家驊表示，高院禁亞視發行可換股債券，但沒禁止查懋聲出售亞視股權，亞視成輸家。
《明報》於5月1日也同時報導，廣管局已經第二度發信，要求亞視解釋王征未正式入主便干預亞視營運之事。

## 第二次訴訟

### 入稟法院
蔡衍明於5月底再入稟法院，指查懋聲將所持的亞視股權全數售予王征，將會令蔡未能成為亞視最大股東，違反雙方所簽訂的協定；遂入稟高等法院禁制查氏作出有關交易，及禁制王征作出任何使查氏違反有關協定的行為。

## 胡競英被停職及禁止進入亞視
查懋聲的代表大律師在法庭上表示，亞視每月收入只得千多萬港元，連牌照費亦無法支付，若王征入股不成，將可能面臨清盤命運。但亞視行政總裁胡競英立即召開記者會強調，亞視財政穩定，股東爭拗不會影響員工，呼籲員工專心工作。
2010年7月14日，盛品儒聯同亞視董事局通過決議：暫停胡競英的亞視行政總裁職位；發信下令不准胡競英進入亞視範圍及與亞視員工接觸；在胡競英被停職期間，亞視所有行政人員均要向盛品儒匯報。胡競英指有關決定並不合理，會委託律師追究捍衛其權利。蔡衍明對有關決定感到「極度震驚，甚感荒謬」，並指此決議違反亞視股東協議，他已經採取法律行動。輿論分析認為，胡競英與亞視新班子一向不咬弦，亞視董事局是次暫停胡的職務將會是「新人事、新作風」的前奏。
2011年1月2日，《蘋果日報》報道，胡競英於日前透過律師行，分別向廣播事務管理局及亞視董事局發信，表示辭職。胡在給予廣管局的信件中指，自去年7月被亞視停職後，一直未能履行行政總裁職務，她曾要求復職但不得要領，因此向亞視提出終止僱傭關係，並表示不排除控告亞視。浸會大學新聞系助理教授杜耀明表示，胡競英的離職代表蔡衍明一方在亞視的歷史任務已完結，現時亞視已步入王征皇朝。

## 高院續禁查懋聲售亞視股權
2010年7月29日，亞視股權糾紛案件審訊，香港高等法院繼續發出禁制令，不准查懋聲出售亞視股權；但不再限制王征進行任何股份買賣。代表查懋聲的律師陳詞時指出，查懋聲與蔡衍明簽訂有關轉讓亞視股權的意向書並無法律約束力，即使查懋聲將亞視股權向王征出售，蔡衍明亦不會有損失；不過，蔡衍明一方不同意，認為根據意向書，任何股權轉讓都要得到雙方同意。

## 資料來源
1. ↑  .   [2011-12-02]. （原始内容存档于2011-11-30）.
2. 1 2  http://hk.apple.nextmedia.com/template/apple/art_main.php?iss_id=20091217&sec_id=4104&subsec=12731&art_id=13533193 （页面存档备份，存于） 蘋果日報2009年12月7日報導
3. ↑  .   [2010-05-01]. （原始内容存档于2010-05-05）.
4. ↑  .   [2010-04-30]. （原始内容存档于2010-03-11）.
5. ↑  http://hk.apple.nextmedia.com/template/apple/art_main.php?iss_id=20091215&sec_id=4104&subsec=12731&art_id=13525728 蘋果日報2009年12月15日報導
6. ↑  http://jilin.hkcd.com.hk/content/2010-03/05/content_2487556.htm%5B%5D
7. ↑  http://hk.apple.nextmedia.com/realtime/art_main.php?iss_id=20100304&sec_id=6996647&subsec=6996645&art_id=13787013
8. ↑  .   [2010-04-30]. （原始内容存档于2010-03-08）. 查懋聲指蔡衍明無理取鬧 明報3月5日報導
9. ↑  .   [2010-04-30]. （原始内容存档于2010-03-12）. 明報3月8日報導
10. ↑  http://hk.news.yahoo.com/article/100430/4/hrtx.html明報4月30日報導%5B%5D
11. ↑  http://iservice.libertytimes.com.tw/liveNews/news.php?no=359869&type=%E5%8D%B3%E6%99%82%E6%96%B0%E8%81%9E%5B%5D
12. ↑  .   [2010-04-30]. （原始内容存档于2012-07-11）.
13. ↑  .   [2010-04-30]. （原始内容存档于2010-06-20）.
14. ↑  .   [2010-04-30]. （原始内容存档于2019-06-26）.
15. ↑  明報4月24日 頭版報導
16. ↑  .   [2010-05-01]. （原始内容存档于2018-07-15）.
17. ↑  .   [2010-05-01]. （原始内容存档于2010-05-05）. 明報5月1日報導
18. ↑  http://inews.mingpao.com/htm/INews/20100430/gb51800.htm （页面存档备份，存于） 明報4月30日報導(即時新聞)
19. ↑  .   [2010-05-01]. （原始内容存档于2010-05-04）.
20. ↑  http://hk.news.yahoo.com/video.html?url=/100528/11/ia41.html%5B%5D 亞視六點鐘新聞 2010年5月28日
21. ↑  http://hk.apple.nextmedia.com/template/apple/art_main.php?iss_id=20100529&sec_id=4104&subsec_id=12731&art_id=14079534 （页面存档备份，存于） 2010年05月29日 蘋果日報報導
22. ↑  新浪香港港聞 胡競英：亞視不裁員[永久]
23. ↑  .   [2010-07-25]. （原始内容存档于2016-03-04）.
24. ↑  蘋果日報︰胡競英辭職 不排除告亞視